# Catiguá
Catiguá là một đô thị ở bang São Paulo của Brasil. Đô thị này nằm ở vĩ độ 21º02'58" độ vĩ nam và kinh độ 49º03'30" độ vĩ tây, trên khu vực có độ cao 483 m. Dân số năm 2004 ước tính là 6.706 người.

### Thông tin nhân khẩu
Dữ liệu dân số theo điều tra dân số năm 2000
Tổng dân số: 6.555
- Dân số thành thị: 5.914
- Dân số nông thôn: 641
- Nam giới: 3.363
- Nữ giới: 3.192

Mật độ dân số (người/km²): 45,08
Tỷ lệ tử vong trẻ sơ sinh dưới 1 tuổi (trên một triệu người): 9,03
Tuổi thọ bình quân (tuổi): 75,38
Tỷ lệ sinh (số trẻ trên mỗi bà mẹ): 2,40
Tỷ lệ biết đọc biết viết: 86,86%
Chỉ số phát triển con người (HDI-M): 0,787
- Chỉ số phát triển con người - Thu nhập: 0,688
- Chỉ số phát triển con người - Tuổi thọ: 0,840
- Chỉ số phát triển con người - Giáo dục: 0,833

(Nguồn: IPEADATA)

### Sông ngòi
- Ribeirão São Domingos

### Các xa lộ
- SP-310